# Vida silvestre

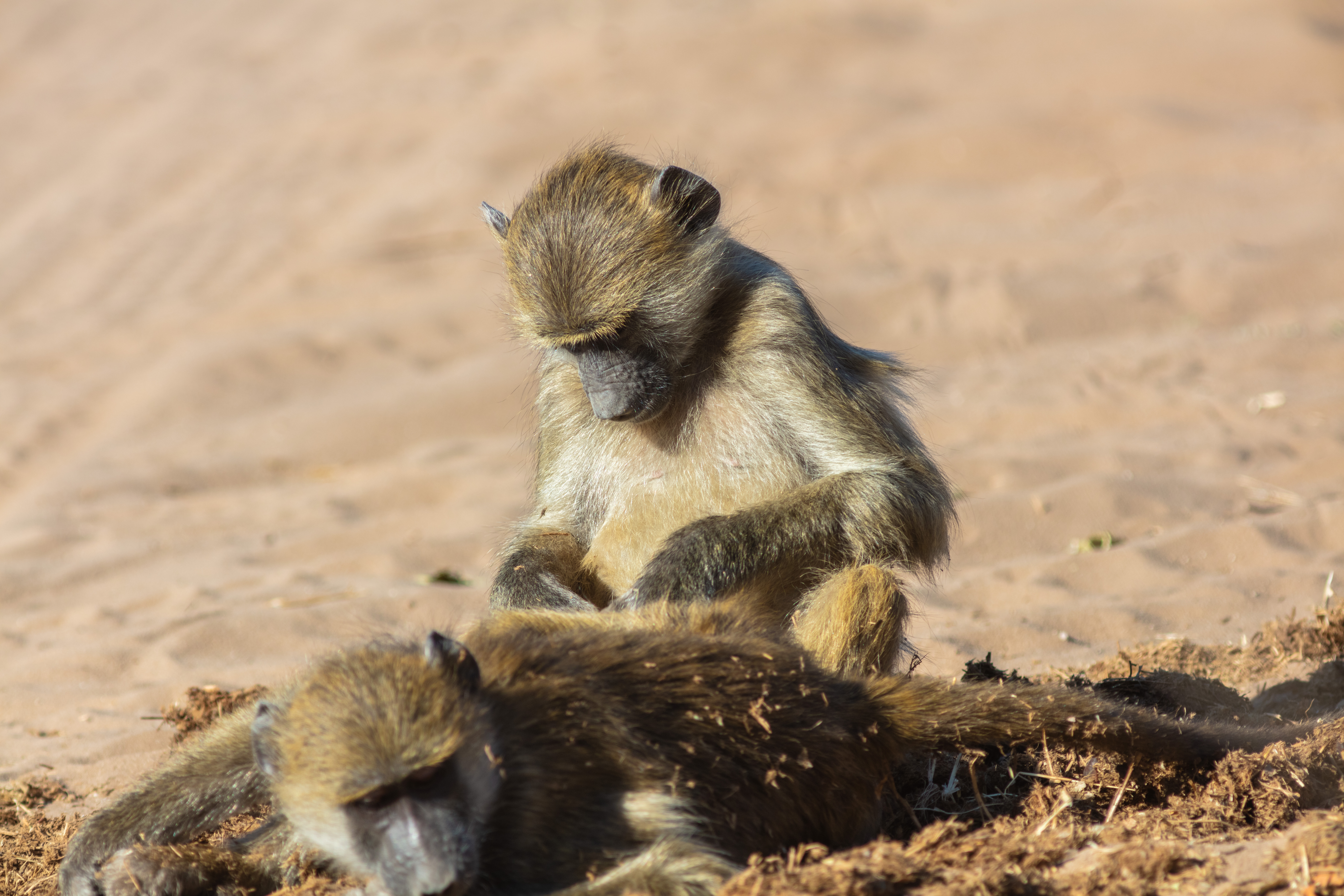
Papión chacma (Papio ursinus) salvaje, parque nacional de Chobe, Botsuana.

Los términos vida silvestre y vida salvaje se refieren a plantas, animales, hongos y otros organismos salvajes que habitan un lugar sin haber sido introducidos por los seres humanos.
Entre las causas de extinción de vida silvestre se mencionan matanzas, destrucción o fragmentación de hábitats, especies introducidas y cadenas de extinción.
La vida silvestre o vida salvaje puede ser encontrada en todos los ecosistemas. Desiertos, bosques tropicales, planicies y otras áreas, incluyendo las ciudades más desarrolladas todas tienen distintas formas de vida silvestre. Aunque en la cultura popular la expresión generalmente se refiera a animales aún sin contacto con la presencia humana.
La mayoría de los científicos concuerdan que la vida silvestre alrededor del planeta sufre, de un modo u otro, del impacto de las actividades humanas. Se calcula que la vida silvestre se ha reducido en un 52% entre 1970 y 2014, según un informe de World Wildlife Fund.

## Destrucción

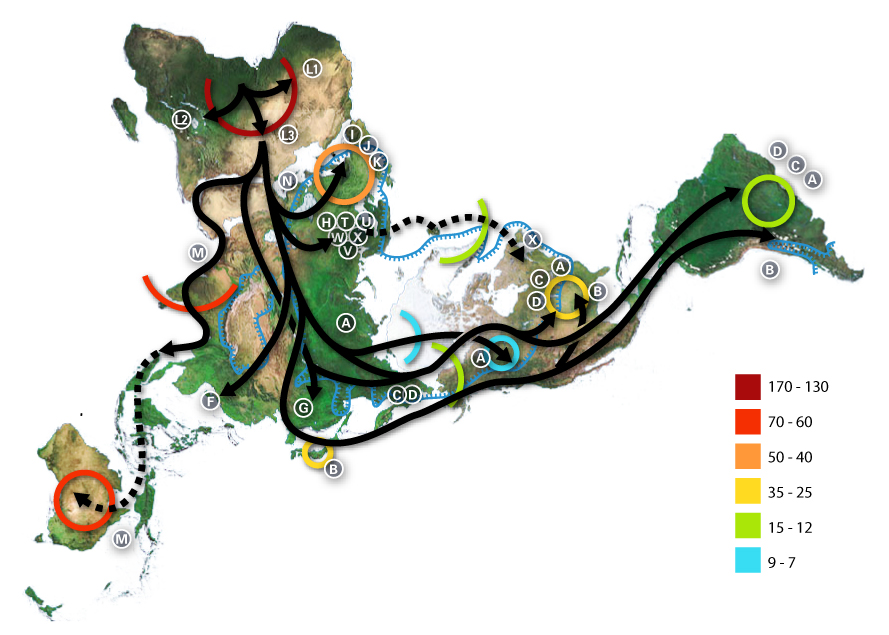
Mapa de las migraciones humanas tempranas en base al ADN mitocondrial. Los números son milenios antes del presente.

Los seres humanos han afectado a la vida silvestre, causando daño a muchas poblaciones y aun extinción de especies.
La explotación de recursos naturales es una característica del ser humano moderno desde su éxodo de África, 130,000 a 70,000 años. Esta explotación puede tener serios impactos en las poblaciones de especies silvestres, incluyendo extinciones. Las tasas de extinción de especies de plantas y animales en muchas partes del planeta han sido tan altas en los siglos recientes que se piensa que el planeta ha entrado en la sexta extinción masiva o extinción masiva del Holoceno.
La destrucción de la vida silvestre no siempre lleva a la extinción total de una especie sino a marcadas disminuciones poblacionales. Sin embargo las extinciones de especies dominan los estudios de la destrucción de vida silvestre porque representan pérdidas irreparables.
Se considera que hay cuatro razones principales de pérdida de vida silvestre: sobreexplotación o matanzas, destrucción de hábitat, impacto de especies introducidas y cadenas de extinción.

### Sobreexplotación
La sobreexplotación de los recursos naturales ocurre cuando la caza o pesca exceden la capacidad reproductiva de la población explotada. Este efecto es más notable cuando se trata de poblaciones de lento crecimiento, como ser las especies de peces grandes. Inicialmente, cuando una sección de la población silvestre está siendo perseguida en exceso es posible que haya un incremento en números al haber más recursos disponibles (por ejemplo, alimento). Pero cuando la caza o pesca continúa en una proporción mayor que la tasa de reproducción, la población comienza a declinar.
Las poblaciones más vulnerables son las que están confinadas a islas, ya sea islas reales o hábitats rodeados por hábitats diferentes cuando son sometidas a métodos de explotación insostenibles.

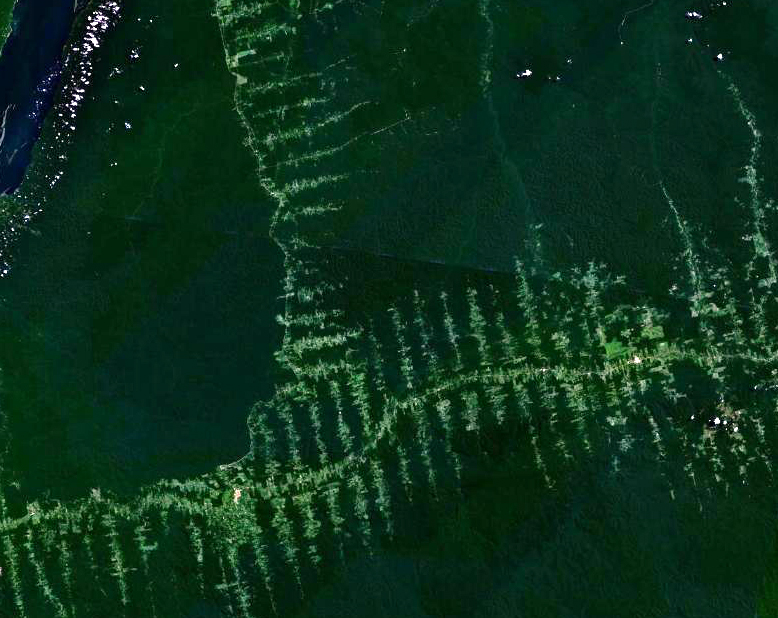
La deforestación y el aumento de carreteras en zonas de vida silvestre acarrean problemas de reducción de biodiversidad.

### Destrucción y fragmentación de hábitats
Se considera que el hábitat de cada especie es el territorio preferido por esta. Muchos de los procesos asociados con la habitación humana traen pérdidas en las hábitats naturales, lo que disminuye la capacidad de carga de esos locales. En muchas casos el uso de los recursos conduce a una fragmentación de los hábitat originales del lugar. Así ocurre con granjas o construcción de nuevos pueblos que crean una serie de parches aislados de bosques o de vegetación primigenia.

### Impacto de especies introducidas
Algunas de las especies introducidas por los seres humanos a otros lugares fuera de su distribución geográfica originaria se vuelven especies invasoras. Los ejemplos de las especies que se han vuelto invasoras y  amenazan a la vida silvestre en muchos lugares del mundo incluyen a los ratones, gatos, cabras, diente de león, ciertos nenúfares, etc. A menudo ciertas especies que no son muy abundantes en su lugar de origen se vuelven invasoras fuera de control en otros lugares de climas similares. La razón aún no está muy clara; algunos, incluso Charles Darwin pensaban que no sería muy probable para una especie exótica el reproducirse en abundancia fuera de su ambiente habitual. La verdad es que esto es cierto para la gran mayoría de las especies introducidas en otros hábitats. Pero ocasionalmente algunas especies tienen gran éxito después de un período de aclimatación y pueden llegar a convertirse en plagas. Una de las razones es que han dejado atrás a los enemigos naturales que limitaban sus poblaciones en el lugar de origen. En tal caso pueden competir y desplazar a la vida silvestre nativa.

### Cadenas de extinción
La pérdida de especies crea efectos secundarios. Las poblaciones de seres silvestres tienen múltiples interacciones con los miembros restantes de la comunidad biótica. Por ejemplo, un herbívoro grande como el hipopótamo, tiene parásitos que a su vez sirven de alimento a pájaros. Si el herbívoro desaparece algunas de estas aves también serían afectadas. La extinción casi total del castaño americano en Norte América causó la extinción de cinco especies de lepidópteros que se alimentaban de este árbol. Ciertas plantas dependen de polinizadores específicos. Si el polinizador desaparece la planta también puede llegar a desaparecer. A su vez los herbívoros que dependen de esa planta también sufrirían las consecuencias. Es lo que se suele llamar el efecto dominó, una cadena de reacciones con efectos lejanos. Estos procesos repercuten más allá de las especies inmediatamente afectadas y pueden poner en riesgo a la comunidad ecológica entera.